# Hyperaeschra scitipennis
Hyperaeschra scitipennis är en fjärilsart som beskrevs av Walker 1865. Hyperaeschra scitipennis ingår i släktet Hyperaeschra och familjen tandspinnare. Inga underarter finns listade i Catalogue of Life.